# Influenzavírus C
Az influenzavírus C az influenzát okozó vírusok családja, az Orthomyxoviridae egyik nemzetsége. A nemzetség egyetlen faja az influenzavírus C.
Az influenzavírus az embert és a sertést fertőzi meg. A C vírus okozta influenza az A és a B vírus okozta influenzához képest ritka, de lehet súlyos és okozhat helyi járványokat.

## Külső hivatkozások
- Influenza Research Database Database of influenza sequences and related information.